# Bayerische B IV
De Bayerische B IV was een type stoomlocomotief van de Beierse Staatsspoorwegen (Königlich Bayerische Staatseisenbahnen) voor normaalspoor (1,435 m). Er werden er 10 van gebouwd in 1852-1853. Zij bleven tot 1881 in gebruik.
De zes locomotieven gebouwd door Kessler hadden een ketel met peervormige doorsnede, waardoor deze lager tussen de wielen kon geplaatst worden.
De firma Hartmann probeerde hetzelfde effect te bereiken door twee ketels in te bouwen: een kleinere 'onderketel' en een grotere 'bovenketel'. Na twee explosies werd definitief voor het type met één ketel gekozen. De stoomkoepel bevond zich in het midden.
Er werd steeds een Beierse 3T5 tender getrokken.